# Коронейшън (остров)
Коронийшън (на английски: Coronation Island) е най-големият остров в Южните Оркнейски острови, разположени в южната акватория на море Скотия, част от Атлантическия сектор на Южния океан. Остров Коронейшън се намира в западната част на архипелага, като протока Лютуейд на изток го отделя от остров Пауъл, а протока Нурман на юг – от остров Сийни. Дължина от запад на изток 51 km, ширина от 5,6 до 14,8 km, площ 457 km². Бреговата му линия е силно разчленена, осеяна с множество малки заливи (Тьонсберг, Бриджър, Омани, Палмър, Гибон, Петер, Айсберг, Маршал, Норуей и др.), малки и скалисти полуострови между тях и десетки малки крайбрежни острови и скали (Монро, Ер, Рид, Матюс и др.). Релефът му е нископланински и платовиден, с максимална височина връх Нивеа 1265 m, разположен в централната му част. Западната част е заета от хребета Саннефиорд (635 m) и платата Помон и Брисбейн, централната – от хребетите Бофон и Райм (1084 m), а в източната се издигат уединените върхове Нобъл 1163 m, Слейдън 891 m, Пулпит 943 и др. С малки изключения почти целогодишно е покрит с дебел леден щит. От него към съседните крайбрежия се спускат малки и къси планински ледници – Лос, Съншайн, Девилс-Корри и Аваланж-Корри (към южното крайбрежие), Руал (към североизточното крайбрежие) и др.
Островът е открит на 6 декември 1821 г. от ловците на тюлени англичанинът Джордж Пауъл и американецът Натаниъл Палмър и е наименуван в чест на коронацията на британския крал Джордж IV. Следващата документално потвърдено слизане на острова е било осъществено на 28 януари 1874 г. от немския китоловец Едвард Долман, който открива големи леговища на морски котки. По-късни изследвания на острова са извършени през 1912 – 13 г. от норвежките китоловци Питер Сьорли и Ханс Бьорге, а също и от британската изследователска програма „Дискавъри“ през 1933 г. Пълната топографски снимка на острова е завършена през 1957 г., на базата на която е детайлно картиран. Първото изкачване на най-високия връх Нивеа е извършено на 11 септември 1956 г. от английските алпинисти Алън Грант и Ланс Тикел.